# Miristhma peckorum
Miristhma peckorum är en stekelart som beskrevs av Boucek 1993. Miristhma peckorum ingår i släktet Miristhma och familjen puppglanssteklar. Inga underarter finns listade i Catalogue of Life.